# Le Grippon (ancienne commune)
Cet article concerne l'ancienne commune fusionnée avec les Chambres. Pour la commune nouvelle, voir Le Grippon.

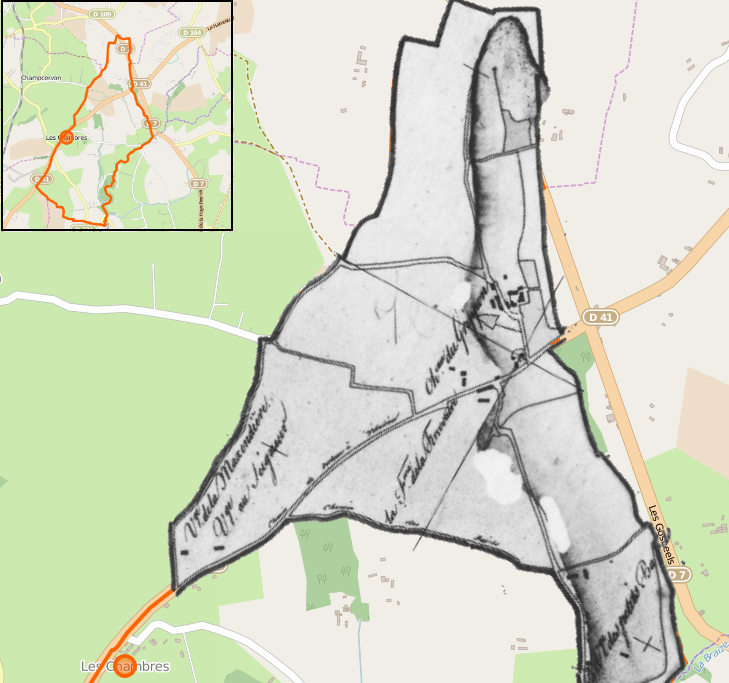
Le plan cadastral

Le Grippon est une ancienne commune française du département de la Manche. La commune a été rattachée à celle des Chambres en 1826.
En 2015, les communes des Chambres et Champcervon vont constituer une commune nouvelle qui porte comme nouveau nom le nom de l'ancienne paroisse du Grippon.

## Toponyme
Le nom de la localité est attesté sous les formes de Gripone en 1143, Gripum en 1144, in Gripone entre 1156 et 1161, domina de Gripon en 1195, Liescelina de Gripon en 1198, Gripon vers 1210 et 1230, rector de Gripone en 1369 et 1370, ecclesia de Grippone en 1412, le Gripon vers 1480.
Le toponyme médiéval représentant vraisemblablement la fixation d'un nom de personne médiéval Gripon, d'où le sens de « domaine de Gripon ». Ce dernier est issu d'un nom masculin d'origine germanique Grippo, hypocoristique des noms dont le premier élément est grip- « saisir, s'emparer de » .
L'étude des formes anciennes montre que l'article défini le est d'apparition tardive (XVe siècle). Les premières formes sans article sont un indice de fixation ancienne. On notera en outre que la forme avec article alterne avec la forme simple jusqu'au milieu du XIXe siècle.

## Démographie
| 1793 | 1800 | 1806 | 1821 |
| ---- | ---- | ---- | ---- |
| 84   | 60   | 75   | 75   |

## Lieux et monuments
- Manoir du Grippon (16e/17e) : colombier, cheminée ornée d'un écusson
- Église Saint-Barthélémy

## Sources
- Le Grippon - Ancien Chateau  par M. de Gerville